# لینو کاپولیکیو
لینو کاپولیکیو (ایتالیایی: Lino Capolicchio؛ زادهٔ ۲۱ اوت ۱۹۴۳ – ۳ مهٔ ۲۰۲۲) کارگردان، هنرپیشه، و فیلم‌نامه‌نویس اهل ایتالیا بود.
از فیلم‌ها یا برنامه‌های تلویزیونی که وی در آن نقش داشت می‌توان به عمر مختار، باغ فینزی کوینتینی، فیوریله، عشق و ژیمناستیک اشاره کرد.
او در بیش از هفتاد فیلم و درام تلویزیونی به ایفای نقش پرداخته است.

## گزیدهٔ فیلم‌شناسی
- ۱۹۶۷ رام کردن زن سرکش
- ۱۹۷۰ باغ فینزی کوینتینی
- ۱۹۷۳ عشق و ژیمناستیک
- ۱۹۷۴ آخرین روزهای موسولینی
- ۱۹۷۵ آخرین روز مدرسه پیش از کریسمس
- ۱۹۷۶ خانه‌ای با پنجره‌های خندان
- ۱۹۷۸ - فقط سیاهی
- ۱۹۸۱ عمر مختار
- ۱۹۸۲ - زندگی وردی
- ۱۹۸۴ ما سه نفر
- ۱۹۹۲ خواهران و برادران
- ۱۹۹۳ فیوریله